# Hawaii–Emperor seamounts

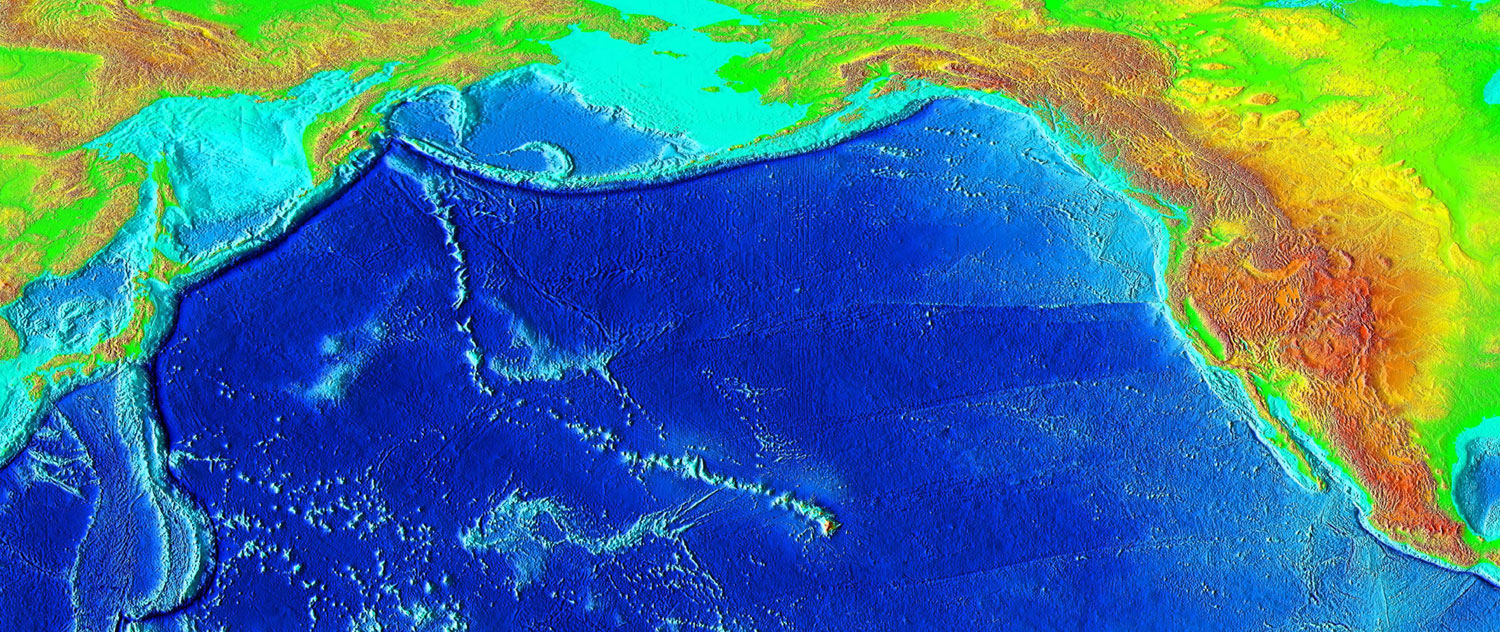
Havsbottnen, Stilla havet

Hawaii–Emperor seamounts är en kedja av djuphavsberg i Stilla havet som bara når upp ur havet i Hawaii, samt i några mindre atoller och småöar som ligger nordväst om staten Hawaiis territorium, atollen Kure och Midwayöarna. Bergskedjan innefattar Hawaiiöarna och Emperor seamounts. Tillsammans utgör de en stor bergsregion av öar och djuphavsberg som sträcker sig över 5 800 kilometer från Aleutergraven öst om Kamtjatka i nordvästra Stilla havet till Luvʻihi seamount, som ligger omkring 35 kilometer sydost om ön Hawaii.